# Balogh Tamás (labdarúgó, 1967)
Balogh Tamás (Budapest, 1967. szeptember 6. –) válogatott labdarúgó, kapus.

## Pályafutása

### Klubcsapatban
1979-ben a Ferencvárosban kezdte a labdarúgást. Az első csapatban 1988 februárjában mutatkozott be. Első tétmérkőzése 1991. március 2-án volt a Baja ellen, egy magyar kupa összecsapás, ahol 2–0-ra győzött a Fradi. Kétszeres magyar bajnok és háromszoros magyar kupa győztes a csapattal. 1988 és 1995 között 140 mérkőzésen szerepelt az FTC-ben (86 bajnoki, 28 nemzetközi, 26 hazai díjmérkőzés). Ezt követően játszott még a Győri ETO és a Dunaferr csapatában is.

### A válogatottban
1992-ben három alkalommal szerepelt a válogatottban.

## Sikerei, díjai
- Magyar bajnokság
  - bajnok: 1991–92, 1994–95
  - 2.: 1990–91
  - 3.: 1992–93
- Magyar kupa
  - győztes:1991, 1993, 1995
- Magyar szuperkupa
  - döntős: 1993, 1994, 1995
- az FTC örökös bajnoka
- Háda-vándordíjas: 1991–92

## Statisztika

### Mérkőzései a válogatottban
| Magyarország | Magyarország         | Magyarország                | Magyarország | Magyarország | Magyarország | Magyarország | Magyarország | Magyarország |
| #            | Dátum                | Helyszín                    | Hazai        | Eredmény     | Vendég       | Kiírás       | Gólok        | Esemény      |
| ------------ | -------------------- | --------------------------- | ------------ | ------------ | ------------ | ------------ | ------------ | ------------ |
| 1.           | 1992. április 29.    | Ungvár                      | Ukrajna      | 1 – 3        | Magyarország | barátságos   | -            | 89'          |
| 2.           | 1992. augusztus 26.  | Nyíregyháza, Városi Stadion | Magyarország | 2 – 1        | Ukrajna      | barátságos   | -            | 21'          |
| 3.           | 1992. szeptember 23. | Budapest, Üllői úti Stadion | Magyarország | 0 – 0        | Izrael       | barátságos   | -            |              |
|              | Összesen             |                             |              | 3            | mérkőzés     |              | 0            | gól          |